# عبد الوهاب بن محمد بن حميدان
عبد الوهاب بن محمد بن حميدان هو مؤرخ نجدي وفقيه ولد في عنيزة، بالقصيم في نجد، عاش في فترة نهاية الدولة السعودية الأولى وبدايات الثانية، قال ابن بسام ثم سافر المترجم إلى العراق وأخذ عن علماء بغداد وعلماء الزبير وقد رأيت له تحريرات كتبها في الزبير. وله كتاب في تاريخ نجد، تضمن نقداً لدعوة محمد بن عبد الوهاب.

## النسب
عبدالوهاب بن محمد بن حميدان بن تركي بن حميدان بن تركي بن علي بن مانع بن نغامش الخالدي نسبًا، العنيزي (نسبة إلى عنيزة) مولدًا منشأ. تنتمي عائلة آل تركي إلى آل جناح من قبيلة بنو خالد، بنو خالد من بنو مخزوم بن يقظة بن مرة بن كعب بن لؤي بن غالب بن فهر بن مالك بن النضر(قريش) بن كنانة بن خزيمة بن مدركة بن إلياس بن مضر بن نزار بن معد بن عدنان.

## النشأة
من اهالي وسكان عنيزه بالتحديد في وادي الجناح بالقصيم ومنهم من ذهب لبريدة والبكيرية والهلاليةواستقرو فيها، حتى كثرت ذريتهم وأصبح منهم علماء وفقهاء، منهم عبدالوهاب بن محمد الذي ولد ونشأ وتعلم فيها حتى صار مدرسًا في عنيزة ومفتيًا فيها. أجازه شيخه محمد بن سلوم محمد بن سلوم النجدي الزبيري في رسالة مؤرخة عام 1234هـ قال فيها: فإن الولد الصالح الشيخ عبدالوهاب حفيد الشيخ حميدان قد قرأ علي جملة من الفقه والحساب، وقرأ علي شرحي على البرهانية قراءة بحث وإتقان ومراجعة وإمعان، وقد طلب مني أن أجيزه بما تجوز لي وعني روايته، فقد أجزت المذكور بجميع ما تجوز لي روايته، وعني روايته من حديث وتفسير وفقه وفرائض وحساب وفلك ونحو ومعان وبيان وبديع وغير ذلك، ومن أساتذته الشيخ عثمان بن سند البصري الذي كان أشعرياً من خصوم دعوة محمد بن عبد الوهاب.
وصفه ابن حميد في كتابه السحب الوابلة فقال "العجيب الشأن الباهر في هذا الزمان الشيخ عبد الوهاب، فإن فيه من الذكاء و الفطنة و الفهم و السداد و البحث و الحرص ما يتعجّب منه حتى فاق و انفرد في عصره في شبيبته، و صار مدرّس عنيزة و مفتيها و المرجع إليه في الفقه فيها، و ضم إلى كتب جده غيرها، و نفع اللّه به نفعا عظيما، لما أعطاه اللّه من حسن التقرير و الفهم، و لما هو عليه من العبادة و الصلاح".

## المؤلفات
- من أهم مؤلفاته كتاب "تاريخ نجد" أو "تاريخ لبعض حوادث نجد" أو "تاريخ ابن تركي".[5]
- شرح شواهد القطر، فرغ من تأليفه عام 1233 هـ في بلد الزبير.
- رسالة في أي المشددة وذكر أقوال علماء النحو فيها رتبها على ثلاثة فصول وخاتمة.[7]
- كشف الضوء عن معنى لو.[7]
- رسالة في قهوة البن. وهذه الكتب في النحو والفقه والأدب.[7]

## الوفاة
أختلف في تاريخ وفاته، ذكر ابن حميد مؤلف كتاب "السحب الوابلة" أنه سافر إلى بغداد فتوفي فيها عام 1237هـ، وعلّقَ عبدالله البسام على ذلك فقال "وهو وَهْمٌ منه فإنه ذكر في تاريخه خروج أهل عنيزة مع أميرهم يحيى آل سليم إلى الروسان من عتيبة في السر وقتالهم معهم وذلك عام 1252 هـ مما يدلّ على تأخر وفاته عما قال صاحب (السحب الوابلة)".